# Sinamma oxycera
Espèce
Sinamma oxycera est une espèce d'araignées aranéomorphes de la famille des Tetrablemmidae.

## Distribution
Cette espèce est endémique du Guangxi en Chine,. Elle se rencontre dans le xian de Longzhou dans la grotte Longmolai.

## Description
Le mâle holotype mesure 1,48 mm et la femelle paratype 1,59 mm.

## Systématique et taxinomie
Cette espèce a été décrite par Lin et Li en 2014.

## Publication originale
- Lin & Li, 2014 : « New cave-dwelling armored spiders (Araneae, Tetrablemmidae) from southwest China. » ZooKeys, no 388, p. 35-67 (texte intégral).